# Солнцедар (напиток)
Солнцеда́р — сорт советского красного креплёного вина низкого качества («бормотухи»), выпускавшийся в СССР с конца 1950-х по начало 1980-х годов. Оно разливалось, как правило, в бывшие в употреблении бутылки из-под шампанского «бэцманы».
Выпускалось Геленджикским винзаводом, располагавшемся в курортном посёлке Солнцедар на Тонком мысу близ Геленджика. Ещё в 1940 году в хозяйстве начали ставить опыты по приготовлению креплёных марочных вин. В 1962 году посёлок вошёл в состав Геленджика. Стоил «Солнцедар» относительно дёшево.

в середине 70-х был в командировке в Ленинграде во ВНИИЖиров и жил в общежитии с кандидатом хим. наук, сотрудником какого-то среднеазиатского НИИ виноградарства и виноделия. Он и поведал мне об истории рождения «Солнцедара». Убедившись, что пить алжирское ни на розлив, ни в «пузырях» советский народ не будет, соответствующие органы привлекли к решению задачи науку. Выбор пал на Среднюю Азию, уже имевшую опыт производства низкосортных крепляков типа «Помир» (писалось «Помир», читалось «Помер»). Быстренько разработали технологию использования алжирского виноматериала. <…>
Сам по себе исходный алжирский виноматериал представлял собой красное Мерло или Каберне. Возить его стали танкерами в Новороссийск, где по винопроводу перегоняли на местный винкомбинат. Правда, танкеры очищали пропаркой и покрывали специальным пищевым лаком. Далее добавляли обычный свекольный сахар для вкуса и этиловый спирт для крепости. После самоферментации этих, по нормам классического виноделия несочетаемых элементов, образовывались жуткие сочетания эфирных масел, предельных углеводородов, альдегидов и даже цианидов, в малых дозах просто ядовитых, а в больших — смертельных.
— Макс Фарберович — Очерки алкогольной топографии Одессы второй половины 20-го века
В начале 1980-х выпуск «Солнцедара» начал сокращаться. А с началом антиалкогольной кампании в 1985 году окончательно прекратился.
«Солнцедар» был увековечен в стихах и прозе: Венедикт Ерофеев упоминает его в своей поэме «Москва — Петушки» (1970), Аркадий Кутилов в 1970-х годах написал стихотворение «Солнцедар», а Тимур Кибиров воспел его в иронической поэме «Солнцедар» (1994).
1 февраля 2011 года российский предприниматель Дмитрий Отряскин подал заявку на регистрацию товарного знака «Солнцедар» по четырём классам Международной классификации товаров и услуг (МКТУ). В сентябре 2012 года Роспатент отказал заявителю в регистрации. Поводом для отказа, по словам чиновников Роспатента, стала экспертиза, установившая, что регистрация подобного товарного знака противоречит положениям Гражданского кодекса РФ: «Заявленное обозначение воспроизводит название дешевого суррогатного спиртного напитка, распространенного в СССР с конца 50-х до середины 80-х годов, получившего нарицательное значение как образ и знак эпохи застоя, в связи с чем регистрация данного обозначения в качестве товарного знака будет противоречить общественным интересам».